# Marolles-les-Braults

Marolles-les-Braults este o comună în departamentul Sarthe, Franța. În 2009 avea o populație de 2,163 de locuitori.